# Aura Twarowska
Pentru orice alte utilizări ale numelui propriu Aura, a se vedea Aura (dezambiguizare). 
Aura Twarowska (născută Aurora Eleonora Avram), (n. 21 noiembrie 1967, Lugoj, România) este o mezzo-soprană de etnie română, solistă la Opera Națională Română Timișoara (1997-2010) și la Opera de Stat din Viena (2007 -2016).

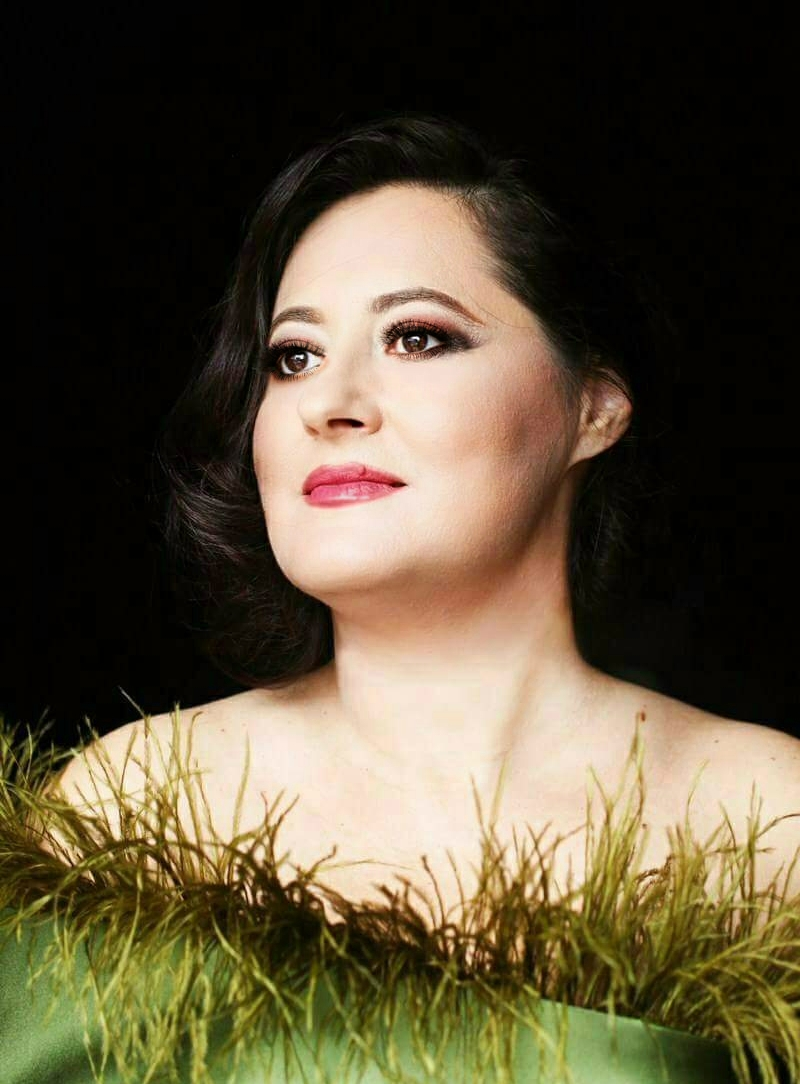
mezzosporana Aura Twarowska în anul 2019

## Biografie

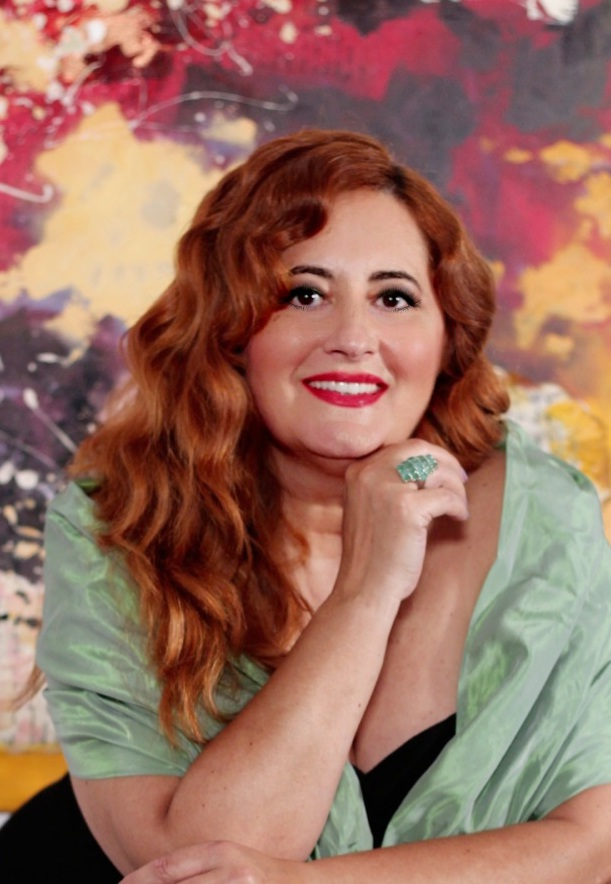
Aura Twarowska în anul 2021

Aura Twarowska se dedică vieții muzicale încă de la vârsta de 6 ani prin studiul pianului, al mandolinei și cel al cântului în Lugojul natal. După absolvirea liceului Coriolan Brediceanu Arhivat în 21 decembrie 2008, la Wayback Machine. din Lugoj, reușește să fie admisă pe unul din primele locuri la Facultatea de Știinte Economice, la Universitatea de Vest din Timișoara, în condițiile unei concurențe acerbe.
În următorii ani de studiu a științelor economice păstrează legătura cu muzică, fiind angajată a Filarmonicii Banatul din Timișoara ca membră a corului condus de marea personalitate artistică bănățeană, maestrul Diodor Nicoară.
Odată cu înființarea Facultății de Muzică din Timișoara reia studiul cântului, ca studentă a acestui institut. Urmează masteratul la Universitatea de Muzică din București, unde obține diploma de studii aprofundate - operă, la clasa prof. univ. Georgeta Stoleriu. După o întrerupere de câțiva ani, reia studiul științelor economice la Facultatea de Știinte Economice din cadrul Universității "Ioan Slavici" din Timișoara, specializarea Contabilitate și informatică de gestiune (CIG). Își susține lucrarea de licență cu tema "Analiza politicilor manageriale și de marketing cultural aplicate la Opera Națională Română din Timișoara" și obține diploma de economist.
Din 29 aprilie 2010 este doctor în muzică, titlu obținut prin acordarea notei maxime de către Universitatea Națională de Muzică din Bucuresti pentru teza sa în care a îmbinat cele doua specializări (muzicală și economică), sub titlul "O viziune asupra structurilor teatrului muzical din perspectivă managerială" (coordonator științific prof. univ. dr. Grigore Constantinescu).
Aura Twarowska debutează pe scena operei timișorene în rolul titular din opera Carmen de G. Bizet, în anul 1998. Cariera sa artistică se îmbogățește cu multe roluri de operă, alături de și mai multe partituri vocal-simfonice, care îi fac vocea cunoscută și apreciată pe majoritatea scenelor de operă și de filarmonică din România.
Colaborările și turneele internaționale îi facilitează întâlnirea cu teatrele europene, toate acestea conducând la angajarea sa ca solistă a Operei de Stat din Viena în anul 2007. Alături de acest colectiv debutează cu rolul Marcellina din Le Nozze di Figaro în Shanghai, în turneul asiatic al operei vieneze din toamna anului 2007, sub bagheta dirijorului Seiji Ozawa.

## Premii
- Concursul Internațional Tomaz Alcaide, Portugalia, 2000,	Finalistă

- Concursul Internațional Ondina Otta, Maribor, Slovenia, 1999, Premiul al II-lea și Premiul Special al Festivalului Internațional de Vară, Ljiubljana-Slovenia

- Concursul Național Magda Ianculescu, București, 1999, Premiul al III-lea și Premiul Special al Operei Naționale București

- Concursul Internațional Nicolae Bretan, Cluj, 1998, Premiul al II-lea

- Concursul Național Sabin Drăgoi, Timișoara, 1997, Marele Premiu

- Concursul Național de Lied Ionel Perlea, Slobozia, 1997,	Premiul al II-lea și Premiul ”Mihail Jora” al Uniunii Criticilor Muzicali din România

## Distincții
- 2004, decorată de către Președintele României cu Ordinul Meritul Cultural, Cavaler al Artelor (în grad de ofițer).
- 2004, Premiul Pro Cultura al Prefecturii județului Timiș pentru merite deosebite în promovarea culturii timișene.
- 2009, Premiul Iosif Constantin Drăgan oferit de Primăria municipiului Lugoj, pentru excelență culturală
- 2016, Membru de Onoare  AFAR (Asociația Femeilor de Afaceri din România)
- 2017, Cetățean de Onoare al Municipiului Lugoj , Județul Timiș
- 2018 Membru corespondent al Academiei Româno - Americane de Arte și Științe
- 2018 Premiul de Excelența OPERA OMNIA pentru Promovarea valorilor muzicii universale și românesti și titlul de
- 2019  Trofeul de Excelență pentru  cariera artistică și pentru promovarea valorilor culturale românești în țară și în străinătate, Elite Art Club UNESCO 2019

Laureat în Litere și Arte al 
Ediției Omagiale “200 ani de Teatru la Oravița”.

## Repertoriu

### Operă
- W.A.Mozart -	Die Zauberflöte, Doamna a 2 –a și Doamna a 3 –a; Le nozze di Figaro, Marcellina.

- G. Rossini -	La Cenerentola, Angelina; Il Barbiere di Siviglia, Berta.

- G. Verdi - Aida, Amneris, Nabucco, Fenena; La forza del destino, Preziosilla – în studiu, Rigoletto, Maddalenna; Otello, Emilia; Falstaff, Mrs. Quickly – în studiu; Don Carlo, Eboli – în studiu; Il trovatore, Azucena – în studiu; La traviata, Flora Bervoix; Un ballo in maschera, Ulrica.

- G. Donizetti - Roberto Devereux, Sara – în studiu.

- G. Puccini -	Madama Butterfly, Suzuki; Suor Angelica, Zia Principessa.

- P. Mascagni -	Cavalleria rusticana, Lola și Lucia.

- G. Bizet - Carmen, Carmen.

- P.I. Ceaiskovski - Evgheni Oneghin, Olga, Larina și Filipijewna; Pique Dame, Polina, Principessa și Guvernanta.

- V. Bellini - Norma, Adalgisa; La sonnambula, Terresa.

- J. Massenet -	Werther, Charlotte – în studiu; Manon, Rousette.

- Ch. Gounod - Faust, Marthe Schwertleine; Romeo et Juliette, Gertrude.

- G. Donizetti - La Fille du Regiment, La Marquise de Berkenfield.

- M. Musorgski - Boris Godunov, Cîrciumăreasa.

- R. Wagner - Die Walküre, Waltraute, Schwertleite; Götterdämmerung, Erste Norn și Floßhilde; Der fliegende Holländer, Mary.

- R. Strauss - Arabella, Die Kartenaufschlägerin; Elektra, Die zweite Magd.

- M. Ravel - L'enfant et les sortileges, Maman, La tasse chinoise și La libellule.

- B. Bartók - Castelul lui Barbă Albastră

- G. Enescu - Œdipe, Jocasta și Sfinx.

- E.W. Korngold	- Die tote Stadt, Brigitta.

- J. Strauss - Die Fledermaus, Orlovsky.

- M. Theodorakis - Elektra, Clythemenestra.

- Leoš Janáček - Jenufa - Bătrâna Burija

### Oratoriu
- G.B.Pergolesi	- Stabat Mater

- A.Vivaldi 		-	Gloria

- J.S.Bach			-	Magnificat, Johannes Passion, Hohe Messe in H Mol, Weihnachtsoratorium

- G.F.Händel 			-	Messiah, Israel in Egypt

- J.Haydn 			-	Missa in tempori belli, Nelson Messe

- J.M.Haydn 		-	Missa Trinitatis

- W.A.Mozart 		-	Krönungsmesse, Requiem

- L.van Beethoven 		-	Missa Solemnis, Simfonia a IX-a
- W. Fr. Speer - Die Könige in Israel

- K.D.von Dittersdorf 		-	Missa Solemnis Ex C

- R.Schumann 		-	Das Paradies und die Peri

- J.Brahms 		-	Rapsodia pentru Alto, Cor Bărbătesc și Orchestră, op. 53

- G.Rossini 		-	Stabat Mater, Petite Messe Sollenelle

- F.Mendelssohn Bartholdy	-	Elias, Paulus

- G.Verdi 			-	Requiem

- A.Dvořak 			-	Misa în C, Stabat Mater, Requiem

- S. Prokofiev 			-	Cantata ”Nevski”

- G.Mahler 			-	Simfonia a II-a, Simfonia a III-a, Simfonia a VIII-a, Kindertotenlieder, Das Lied von der Erde, Das Knaben Wunderhorn

- H.Berlioz 			- 	La damnation de Faust

- A. Bruckner			- 	F Moll Messe

- Edward Elgar - The Dream of Gerontius

- Ernest Chausson - Poème de l'amour et de la mer

- Karol Szymanowski - Stabat Mater

### Lied
- G. Enescu - 7 Chansons de Clément Marot, for voice and piano, Op.15

- T. Brediceanu - Cântece

- Fr. Chopin - Pieśni i piosenki : na głos z fortepianem

- J.Brahms - 2 Cantece pentro Alto, Viola si Pian, op. 91

- A. Dvorak - Biblicke pisne (Op. 99)

- M. de Falla - 7 Canciones populares Españolas

- G. Mahler - Das Lied von der Erde

- G. Mahler - Lieder eines fahrenden Gesellen
- R. Wagner - Wesendonck Lieder

## Apariții scenice

### Wiener Staatsoper
- G.Puccini			-	Madama Butterfly

- R.Wagner 			-	Die Walküre – premieră

- P.I.Tschaikovski		-	Pique Dame – premieră

- R. Strauss			-	Der Rosenkavalier

- M.Musorgski			-	Boris Goudunov

- V.Bellini			-	La Sonnambulla

- G.Rossini			-	Il Barbiere di Siviglia

- P.I. Tschaikovski		-	Evgheni Oneghin – premieră

- P. Mascagni			- 	Cavalleria rusticana

- R. Wagner 			-	Der fliegende Holländer

- R. Wagner 			-	Götterdämerung

- G. Donizetti                  -       La Fille du Regiment

- K. MacMillan/F. Liszt - Mayerling

### Wiener Volksoper
- R. Wagner/Loriot 		-	Wagners Ring an einem Abend

### Wiener Musikverein
- L. van Beethoven              -       Simfonia a IX-a

### Festivalul Internațional George Enescu, București
- W.A. Mozart			-	Krönungsmesse (2001)

- G. Enescu			-	Œdipe, Jocasta (2003)

- L. van Beethoven		-	Simfonia a IX-a (2005)

### Carré Theater, Amsterdam
- G. Bizet				-	Carmen, Carmen

- J. Strauss			-	Die Fledermaus, Orlovski

### Concertgebouw, Amsterdam
- G.F.Händel			-	Messiah

- G. Verdi			-	Requiem

- Kerstconcert

### Spring Festival Tokyo
- R. Wagner

- “Der fliegende Holländer” , Mary

### Esplanade, Singapore
- W.A. Mozart			-	Le Nozze Di Figaro, Marcellina

### Opera Națională București
- G. Bizet				-	Carmen, Carmen

- G. Verdi			-	Aida, Amneris; Requiem

- G. Enescu 			-	Œdipe, Jocasta, premieră

### Opera Națională Română Timișoara
- G. Verdi			-	Aida, Amneris; Rigoletto, Maddalena, premieră; Otello, Emilia, premieră.

- G.Puccini			-	Madama Butterfly, Suzuki

- G.Bizet				-	Carmen, Carmen

### Opera Națională Cluj-Napoca
- G. Bizet				-	Carmen, Carmen

### Alte apariții scenice, spectacole în Europa si in Asia
Italia – Roma, Milano; Germania – München, Hamburg, Stuttgart, Manheim, Darmstadt, Düsseldorf, Heidelberg, Heilbronn; Spania – Barcelona, Madrid, Toledo, Cuenca; Franța – Paris, Orleans; Polonia – Varsovia, Radom; Bulgaria – Sofia, Russe; Slovenia – Maribor, Ljiubiana; Olanda – Haga, Rotterdam, Amsterdam; Cipru – Nicosia, Limassol; Asia - Shanghai, Singapore, Taipei, Seul, Tokyo

## Colaborări

### Colaborări cu dirijori
Zubin Mehta, Seiji Osawa, Donals Runickles, Franz Welser-Möst, Yves
Abel, Pier Giorgio Morandi, Bertrand de Billy, Stefan Soltesz, Ulf Schrmer, Marco Armiliato , Pinchas Steinberg, Ernst Marzendorfer, Sebastian Weigle, Paul Nadler, Cristian Mandeal, Horia Andreescu , Tugan Sokhiev, Andris Nelsons, Evelino Pidò, Michael Güttler, Patrick Lange, Mikko Franck, Ingo Metzmacher, Louise Langré, Laurent Wagner, Jakub Hrůša,  Marko Letonja, Oksana Lyniv, David Afkhan,  Jin Wang, Cristian Măcelaru .

### Colaborări cu soliști
Anna Netrebko, Kiri Te Kanawa, Dimitri Hvorostovski, Roberto Alagna, Carlos Alvarez, Sir Bryn Terfel, Dolora Zajick, Tamar Iveri, Micaela Carosi, Patricia Ciofi, Nina Stemme Jose Cura, Neil Schikoff, Leo Nucci, Ferruccio Furlanetto, Samuel Ramey, Ramon Vargas, Simon Keenlyside, Bo Skovhus, Juha Uusitalo, Corneliu Murgu etc.

## Activitate muzical-pedagogică
C.D.A. Dr, Catedra Canto și Oratoriu, Facultatea de Muzică, Universitatea de Vest, Timișoara, 2010-2012
Recital de Lied, Apparition - George Crumb, 2011
Musica Donum Dei, Recital clasă de oratoriu, 2011
Recital clasă de lied, A. Dvorak, EW. Korngold, G. Crumb, 2011
Psalmi, Recital clasă de oratoriu, Facultatea de Muzică Timișoara, 2012
Recital de Muzică Sacră și colinde românești, Viena, 2010, 2011, 2012
Messe im unierten Ritus im Stephansdom, Wien, 2010, 2011, 2012
G. Donizetti, Messa di Gloria, Filarmonica de Stat Arad
Cu muzica printre elevi, Spre mâine, cu muzica clasică... 2012, 2013
Cursuri de vară:
Masterclass de Canto și Oratoriu, 12-16 august 2011, Oravița, Caraș-Severin
Vocal Arts Masterclass 16-24 august 2012, Gărâna, Caraș-Severin
Masterclass de Canto, 4-8 august 2014, Oravița, Caraș-Severin
Masterclass de Canto, Ateneul Român , 2018
Masterclass de Canto, Facultatea de Muzică/ Universitatea de Vest Timișoara, 2018
Masterclass de Canto, Stil și interpretare în muzica romaneasca, Colegiul de Arte Sabin Drăgoi, Arad, 2019
Opera Master-Class, Xiamen, China, 2019
Concursul Național de Canto Elena Botez, online, iunie 2021 - Membru Juriu
Concursul National de Canto Emil Monția, online, 2021 - Președinte Juriu
Concursul Internațional de Vioară, Canto și Compoziție "Remember Enescu", online, noiembrie 2021, Membru Juriu
Singing Masterclass, ICon Arts Transilvania Academy, Biertan, 2021

## Discografie
- Richard Wagner - Der Ring des Nibelungen (Waltraute), Deutsche Grammophon

- 150 de ani Opera de Stat din Vienna , Box Ediție Specială cu 22 de CD-uri

P. I. Ceaikovski -“ Eugen Oneghin “ (Filipievna), Orfeo